# CEFC China Energy Company Limited
CEFC China Energy (čínsky znaky 中国华信能源) byla soukromá čínská společnost.

## Historie
V roce 2014 její tržby činily 220 miliard CNY (35 miliard USD), což ji zařadilo mezi deset největších soukromých společností v Číně. Tržby roku 2014 plynuly většinou z petrochemického průmyslu (60 %) a finančních služeb (25 %), ale působila rovněž v řadě dalších sektorů jako je dopravní infrastruktura, lesnictví, investiční management, hotelnictví, skladovací, developerské a logistické služby. Velká část aktiv společnosti se soustřeďovala na zámořských trzích. Od roku 2013 byla na seznamu Fortune Global 500. Většinu společnosti vlastnil Shanghai Energy Fund Investment Ltd (SEFI), který byl registrován na předsedu CEFC, Jie Ťien-minga.

### Ukončení činnosti
Jie Ťien-ming byl v únoru 2018 zatčen pro podezření z hospodářské kriminality. Společnost CEFC China Energy Company Limited, včetně jejích poboček CEFC Shanghai International Group Ltd. a CEFC Hainan International Holdings Co. Ltd. byla rozhodnutím Šanghajského soudu z 31. března 2020 prohlášena za zkrachovanou.

## Česko
V květnu 2015 společnost získala 5% podíl v J&T Finance Group, která je vlastníkem české J&T Banky a slovenské Poštové banky. V září 2015 společnost získala četná aktiva v České republice – většinu v Pivovary Lobkowicz Group, 10% podíl v aerolinkách Travel Service a 60 % ve fotbalovém klubu SK Slavia Praha. Svůj majetkový podíl ve Slavii postupně zvyšovala, od listopadu 2016 činí 99,96 %. V dubnu 2017 koupila též slávistický stadion – Eden arénu.
V roce 2016 CEFC převzala strojírenský a metalurgický podnik ŽĎAS ve Žďáru nad Sázavou spolu s jeho dceřinou společnost TS Plzeň. V únoru 2016 společnost získala 49 % podíl v mediální společnosti Empresa Media, která vlastní TV Barrandov nebo vydává týdeník Týden. Dne 6. září 2017 se CEFC rozhodla využít opce a svůj podíl v Empresa Media vrátit původnímu majiteli.
V březnu 2016[zdroj?] společnost získala podíl v největším internetovém prodejci dovolených v Česku Invia. Dne 30. března 2016 byl navýšen podíl skupiny CEFC v Travel Service na 49,92%.

### Nemovitosti
- Budova bývalé Živnostenské banky, Praha[p 1]
- Florentinum, Praha, 2016[16]
- Budova hotelu Motel One, Nové Město čp. 1048, poblíž Florentina, Praha, 2017[17]
- Hotel Mandarin Oriental Prague – bývalý Dominkánský klášter[11]
- Hotel Le Palais Art v Praze, Vinohrady čp. 65[11]
- Eden Aréna

## Německo
V prosinci 2016 společnost CEFC expandovala do Německa a ve spojení s investiční skupinou Rockaway koupila největší německou on-line cestovní agenturu AIDU (Ab-in-den-Urlaub.de) a přední letenkový portál Fluege.de.

## Spojené arabské emiráty
V únoru 2017 získala CEFC čtyřicetiletou koncesi na těžbu ropy v Abú Zabí ve Spojených arabských emirátech.

## Rusko
V září 2017 CEFC ohlásila koupi 14% podílu v ruské státní ropné společnosti Rosněfť. Plánovaný obchod za 9,1 miliardy dolarů (zhruba 188 miliard korun) byl však podle zpráv agentury Bloomberg odsunut na žádost čínské ratingové agentury.[zdroj?]

## Vlastnická struktura společnosti
Společnost CEFC byla založena Jie Ťien-mingem v roce 2002, v době, kdy mu bylo 24 let. Informace o původu a vzestupu Jie Ťien-minga se CEFC snaží odstranit. Podrobně je lze dohledat na stránkách South Sea Conversations investigativního žurnalisty Andrew Chubba, který čerpal z mezitím vymazané výroční zprávy CEFC International Ltd (registrované v Singapuru), z roku 2012. Zde Jie Ťien-ming uvedl, že po ukončení studia působil v letech 2003–2005 jako náměstek generálního tajemníka šanghajské pobočky CAIFC (Čínská asociace pro družební styky se zahraničím). Ta je spojovaná se Styčným oddělením Generálního politického štábu GPD-LD, alias čínská vojenská rozvědka, podle všeho zrušená během reorganizace čínské armády roku 2016. Pozici v Shanghai Association for International Friendly Contact zastával Jie Ťien-ming ještě roku 2014.
Podrobné zkoumání CEFC odhaluje, jak přes konexe v Čínské lidové armádě a komunistické straně, masivní navyšování obratu společnosti skrze fiktivní obchody a neúnavné PR na mezinárodní scéně byl Jie Ťien-ming (Ye Jianming) schopen vytvořit ve skutečnosti prázdnou legendu o vzestupu globálního energetického a finančního kolosu pro domácí i zahraniční publikum.
V únoru 2018 byl zatčen předseda představenstva CEFC Jie Ťien-ming kvůli podezření z ekonomické kriminality.

## Korupce
Bývalý Ministr vnitra Hongkongu (2002–2007), představitel neziskového křídla společnosti CEFC a náměstek generálního tajemníka Jie Ťien-minga, Patrick Ho Chi-ping, byl zatčen v listopadu 2017 ve Spojených státech a obviněn z korupce. Ho Chi-ping předtím založil ve Virginii neziskovou organizaci financovanou CEFC, která se jako think tank pokoušela navázat vztahy s OSN a mezinárodní komunitou pro strategické záležitosti a ve skutečnosti sloužila ke krytí nelegálních aktivit. Z důkazů vyplývá, že se pokusil za úplatek 2 mil.dolarů v hotovosti korumpovat prezidenta Čadu Idrisse Déby (který úplatek odmítl), a částkami 500 000 dolarů ugandského ministra zahraničí Sama Kutesu (v té době předsedu Valného shromáždění OSN) a prezidenta Ugandy Yoweri Museveni, aby přenechali práva na těžbu ropy společnosti CEFC. Za osm obvinění z korupce a praní špinavých peněz mu hrozilo až 30 let vězení. Poté, co se přiznal a projevil lítost, soud 26. března 2019 vynesl jen mírný trest tří let vězení a uložil pokutu 400 000 dolarů.
S Patrickem Ho byl původně zatčen senegalský ministr zahraničí Cheikh Gadio, který se rozhodl svědčit v neprospěch Ho a vyhnul se trestu.
Přesto, že v textu obvinění není společnost CEFC výslovně jmenována, podle důkazních materiálů Ho při úplatcích afrických úředníků pracoval právě pro ni, a s vědomím jejího “předsedy”, svého přímého nadřízeného Jie Ťien-minga. Jedním z obvinění proti Patricku Ho před soudem v New Yorku je, že v roce 2015 převedl na účet tehdejšího předsedy Valného shromáždění OSN půl milionu dolarů poté, co tento jmenoval Jie Ťien-minga svým “čestným poradcem”. Téhož roku se Jie stal také poradcem českého prezidenta Zemana.